# لجنة صوت الطالب الزيتوني
لجنة صوت الطالب الزيتوني هي منظمة طالبية تأسست في الوسط الطالبي الزيتوني في منتصف شهر فيفري 1950 وبقيت على الساحة الطالبية إلى منتصف عام 1956 حيث اندمجت في صلب الاتحاد العام لطلبة تونس.

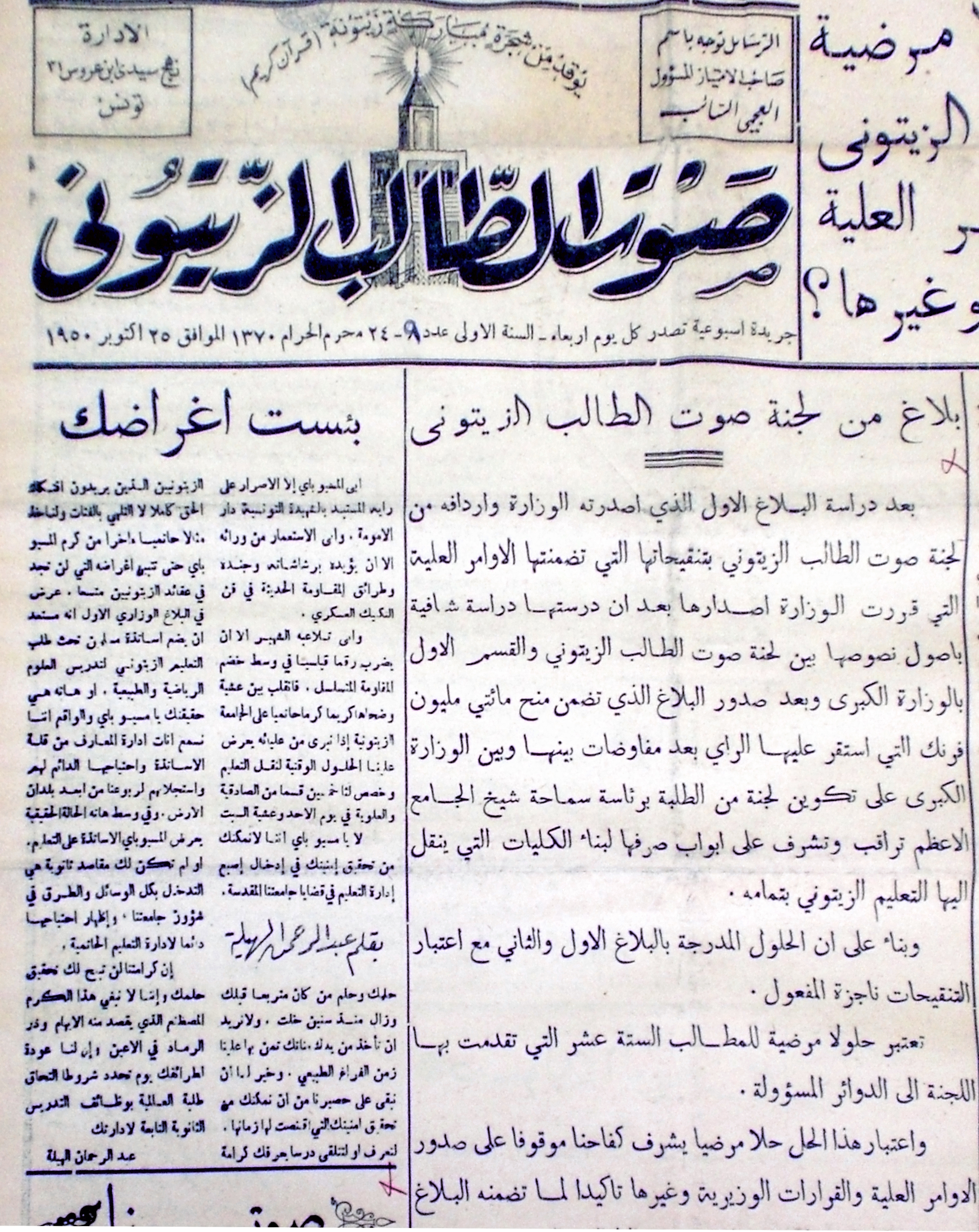
جريدة صوت الطالب الزيتوني الأسبوعية (1950) التي كانت تصدرها اللجنة

- رفعت هذه المنظمة مطالب لإصلاح التعليم الزيتوني ضمن برنامج تضمن 16 مطلبا سميت الدستور الزيتوني الجامع.
- قادت هذه المنظمة عدة تحركات طالبية أولها إضراب عن الدروس دام سبعة أشهر بين أفريل ونوفمبر 1950، ثم إضراب آخر هام بين مارس وسبتمبر 1954. كما قادت بتنظيم العديد من المظاهرات الطالبية من أجل تحقيق مطالبها. ولعل أهم تلك المظاهرات تلك التي انتظمت يوم 15 مارس 1954 والتي أسفرت عن استشهاد طالبين هما محمد الدهماني حمزة (المهدية) ومحمد بن بلقاسم المرزوقي من نفزاوة.
- تولت قيادة هذه المنظمة هيئة تسمى اللجنة المركزية وأخرى تسمى البرلمان الزيتوني التي كانت تضم ممثلي اللجنة في الفروع الزيتونية. ومن بين أعضاء لجنتها المركزية لعام 1950 : محمد البدوي وعبد الرحمن الهيلة والحبيب نويرة وعبد العزيز العكرمي وعمر شاشية... وجميعهم برزوا على الساحة الوطنية فيما بعد. كما كان في قيادتها آنذاك عدد من الطلبة الجزائريين الدارسين بجامع الزيتونة.

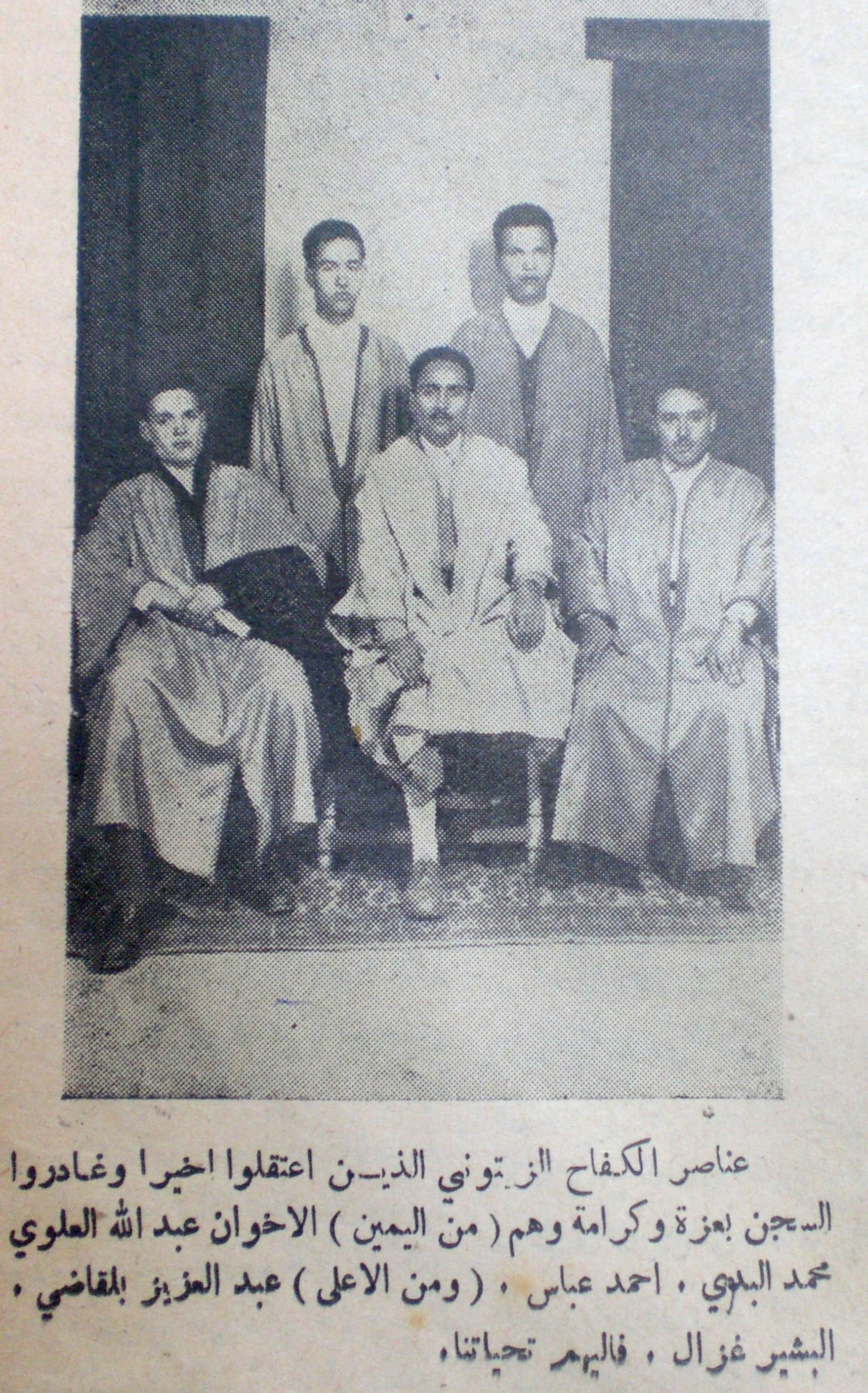
قيادات لجنة صوت الطالب عام 1954 ويتوسطهم محمد البدوي